# Mariano Bordas
Mariano Bordas Flaquer (Barcelona, 1879-1938) fue un abogado y político tradicionalista español. 

## Biografía
Era hijo del editor pontificio Jerónimo Bordas. Miembro de la Comunión Tradicionalista, fue uno de los principales dirigentes carlistas de Barcelona junto con Miguel Junyent, así como vicepresidente del Banco Catalán Hipotecario y secretario del consejo de administración del Banco Catalán y de la Federación Nacional Vitícola de Destilerías Cooperativas. 
En 1906 participó en el Primer Congreso Internacional de la Lengua Catalana. En las elecciones generales de 1907 fue elegido diputado al Congreso en las listas de Solidaridad Catalana por el distrito electoral de Berga. En 1920 fue teniente de alcalde del ayuntamiento de Barcelona. Colaboraba en El Correo Catalán y era miembro de la Sociedad Económica Barcelonesa de Amigos del País.
Fue padre del religioso salesiano Javier Bordas Piferrer, asesinado el 22 de julio de 1936 y beatificado el 11 de marzo de 2001 por Juan Pablo II.

## Obras
- La verdad de lo de Ezquioga (1933)